# Municipalità locale di Senqu
Senqu è una municipalità locale (in inglese Senqu Local Municipality) appartenente alla municipalità distrettuale di Joe Gqabi della  Provincia del Capo Orientale in Sudafrica. 
In base al censimento del 2011 la sua popolazione è di 134.150 abitanti.
La sede amministrativa e legislativa è la città di Lady Grey e il suo territorio si estende su una superficie di 7.329 km² ed è suddiviso in 16 circoscrizioni elettorali (wards). Il suo codice di distretto è EC142.

## Geografia fisica

### Confini
La municipalità locale di Senqu confina a nord con quella di Mohokare (Xhariep/Free State) e con il Lesotho, a est con quella di Elundini, a sud con quelle di Sakhisizwe e Emalahleni (Chris Hani) e a ovest con quella di Walter Sisulu.

### Città e comuni
- Amaqwati
- Amavundla
- Bluegums
- Basoto
- Batlokoa
- Barkly East
- Clanville
- Clifford
- Herschel
- Hlubi
- Kwezi Naledi
- Lady Grey
- Myamane
- Morristown
- Moshesh's Ford
- New England
- Nkululeko
- Palmietfontein
- Polar Park
- Rhodes
- Rossouw
- Sterkspruit
- Zakhele
- Zola

### Fiumi
- Bamboesspruit
- Bokspruit
- Holspruit
- Indwe
- Karringmelkspruit
- Klein–Wildebeesspruit
- Kraai
- Kromspruit
- Langkloofspruit
- Orange
- Sterkspruit
- Tyinindini
- Vaalhoekspruit
- Wilgespruit

### Dighe
- Holo Hlatse Dighe
- Lady Grey Dighe